# 카스텔로디치스테르나
카스텔로디치스테르나(이탈리아어: Castello di Cisterna)는 이탈리아 캄파니아주 나폴리현에 위치한 코무네다. 나폴리 북동쪽으로부터 15km거리에 있다.